# История евреев в Швейцарии

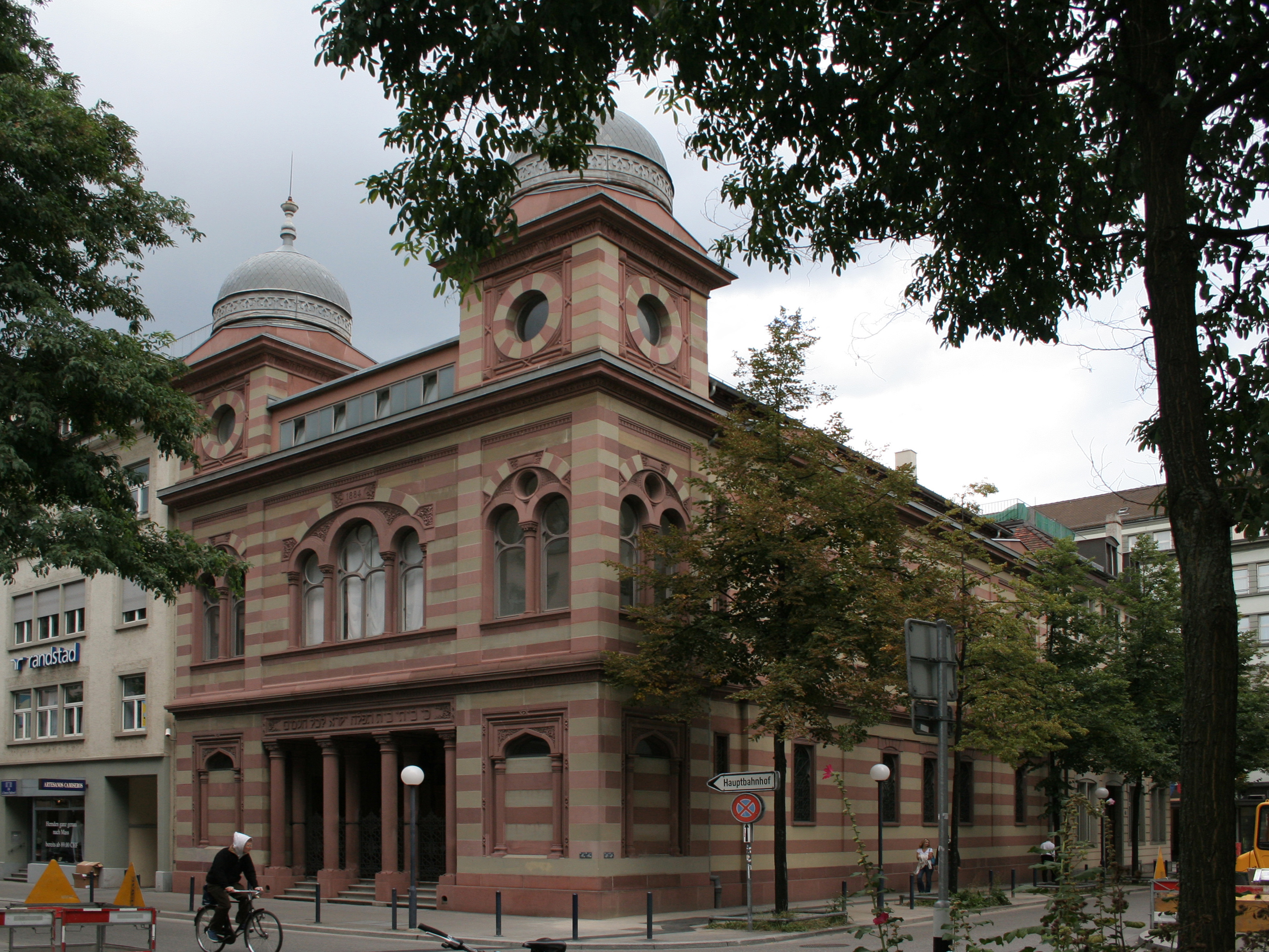
Синагога общины «Адет Йешурон» в Цюрихе

История евреев Швейцарии — история евреев, проживающих на территории Швейцарии. Швейцарская еврейская община насчитывает не более 20 000 евреев в 20 общинах. Еврейская община Швейцарии—десятая по численности в Европе и составляет 0,2 % населения Швейцарии. Крупнейшие общины находятся в Цюрихе и Женеве, Базеле, Берне и Лозанне. Приблизительно одна треть еврейской общины живёт в Цюрихе. В 2009 году в стране насчитывалось 38 синагог.

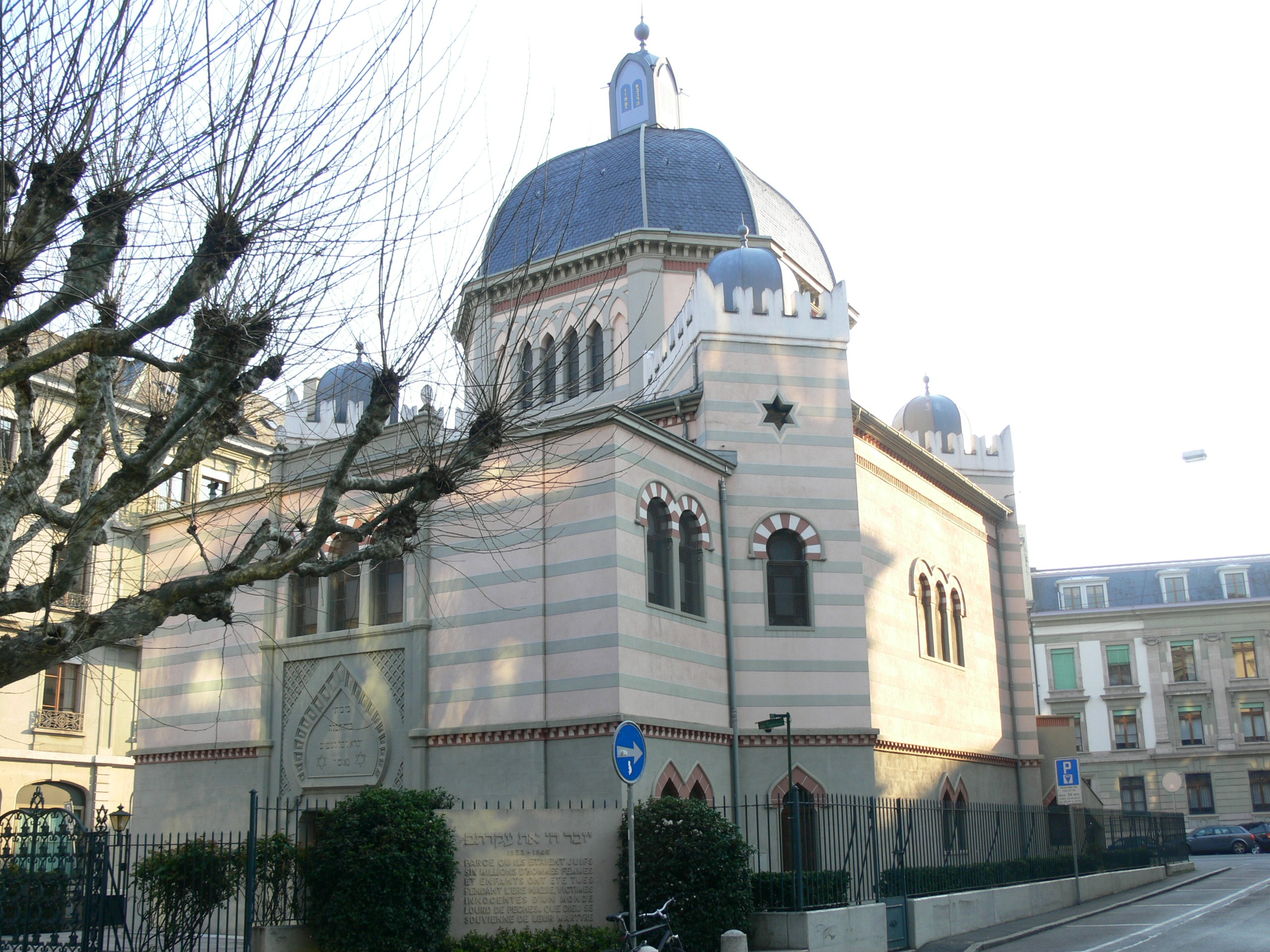
Синагога Бейт-Яков в центре Женевы, построенная в 1859 году.

## История

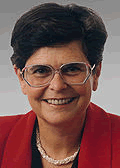
Рут Дрейфус (2002). Первая женщина и первая еврейка-президент Швейцарии (1999 год)

Первые свидетельства еврейского присутствия в Швейцарии были найдены при раскопках (в 2001 году) древнеримского города Аугуста Раурика (Кайзераугст, Швейцария). Первые упоминания о евреях в Швейцарии относят к городу Базелю (1213 год) . В 1348—1349 годах, после обвинения в заговоре об якобы отравлении колодцев, которое якобы вызвало эпидемию чумы, множество евреев было убито или сожжено на кострах. 600 евреев базельской общины были согнаны в бараки и сожжены заживо. 140 детей были похищены и крещены в христианство. Начиная с 1428 года, евреи Женевы были вынуждены жить в отдельном квартале-гетто, который подвергся нападению в 1460 году.
В конце XVI века должность государственного раввина занимал р Йона Вейль.
В 1678 году законодательный орган Швейцарии принял решение ограничить территорию проживания евреев долиной реки Сорб (кантон Аргау в нынешней Швейцарии).
В 1776 году территория разрешённого проживания евреев в долине реки Сорб была ограничена двумя городами— Эндингеном и Ленгнау. Тем не менее в 1797 году в Швейцарии воздерживались от дискриминации французских евреев во время завоевания Наполеоном и создания Гельветийской республики. Евреи страны получили равные права, которые были отменены с возобновлением независимости Швейцарии.
В 1866 году швейцарские евреи получили равные права и разрешение проживать во всех частях страны. После референдума, проведенного в 1893 году, был введен запрет на шхиту (иудейский забой скота). В 1930-е годы главы еврейских общин Швейцарии организовали акцию протеста против публикации " Протоколов сионских мудрецов " в Швейцарии.
Во время Второй мировой войны Швейцария сохраняла нейтралитет и ограничивала въезд евреев, бежавших из остальной Европы. Лишь около 25 000 евреев, попросивших въезд в Швейцарию, были допущены в страну.
На Евровидении 1956 года победу одержала швейцарско-еврейская певица Лиз Ассия.
Избрание 1 января 1999 года Рут Дрейфус президентом (и главой правительства) Швейцарии сроком на один год, сделало её первой женщиной и первой еврейкой, когда-либо занимавшей эту должность.

## Ортодоксальный иудаизм в Швейцарии

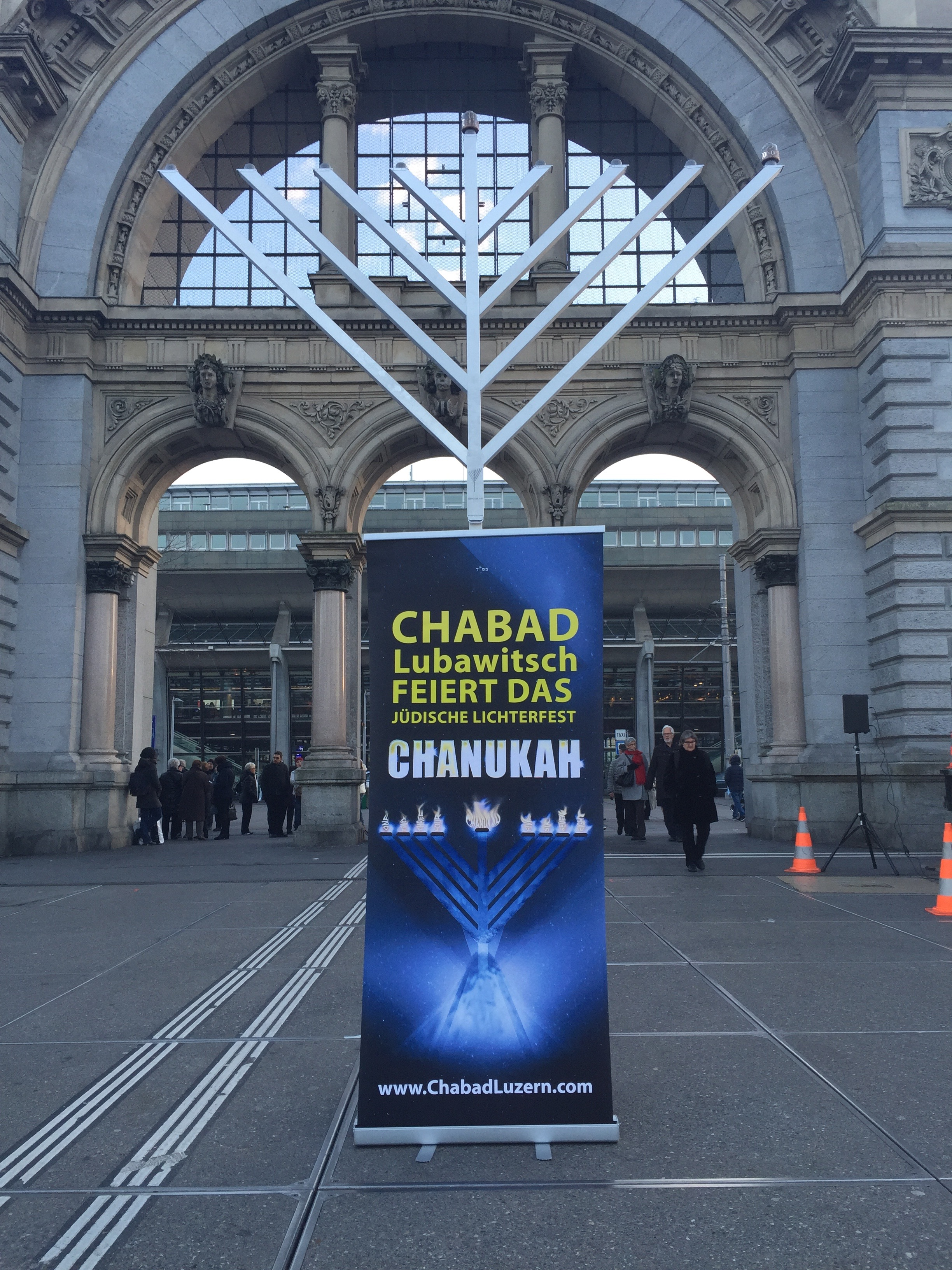
Зажжение огромной ханукальной меноры в центре Люцерна

По оценкам, численность ультраортодоксальных общин Цюриха равняется 3000 человек. В Цюрихе есть две ультраортодоксальные общины:
- Адет Йешурон
- Агудат Ахим

Община Агудат Ахим объединила все хасидские синагоги в Цюрихе, основанные раввином Мордехаем Яаковом Берейшем, передавшим должность своему сыну, раввину Шаулю Берейшу (до 2020 года). В мае 2024 года был избран раввином его зять раввин Цви Элимелех Падва. В общине соблюдается кашрут. Белзские, Гурские и Александрувские хасиды имеют независимые синагоги.
Члены второй общины " Кагаль Адат Йешурон " являются немецкоязычными евреями (йеке). Община была основана в 1895 году ученикамираввина Гирша. Члены общины также соблюдают кашрут.
В Базеле есть община из нескольких десятков семей литваков.
В Женеве есть небольшая община «Хранители религии», члены которой также соблюдают кашрут.
В Люцерне существовала старая ешива, основанная раввином Моше Соловейчиком (первоначально в Лугано). Её прославил раввин Ицхак Дов Копельман. Ешива считалась одной из лучших в Европе и закрылась в 2015 году.
В Лугано существовала старая ультраортодоксальная община во главе с ребе Бялой, но большинство её членов и ребе переехали в Израиль. Общины Люцерна и Лугано работают в сотрудничестве с местными центрами Хабада.
В Монтрё существовала община, а также ешива «Эц Хаим», все члены которой переехали в Израиль и стали ешивой "Хэха́ль Элия́ху " (ивр. היכל אליהו‎, «Чертог Илии»).
В 2020 году, во время эпидемии короновируса, в Давосе была открыта хасидская высшая ешива (возглавляет раввин Элияху Хаим Штернбух), в которой учатся более сотни студентов, в основном из Европы.

## Дома Хабада в Швейцарии
Хабад начал свою деятельность в Швейцарии в 1982 году. Хабад играет центральную роль в еврейской деятельности в современной Швейцарии. Филиалы домов Хабада находятся в Цюрихе, Женеве, Лугано, Базеле, Цуге и Люцерне.

## Еврейские организации в Швейцарии
Еврейская община управляет несколькими организациями, детскими садами и еврейскими школами. В Цюрихе есть начальная школа «Ноам», в которой преподают, среди прочего, иврит. В Базеле и Цюрихе есть еврейские детские сады , а также отделения молодёжных движений, таких как Бней Акива и Ха-шомер ха-Цаир. В Швейцарии существует несколько еврейских студенческих организаций, входящих в Швейцарский союз еврейских студентов .
Головной организацией для ряда еврейских организаций и общин Швейцарии является Швейцарская федерация еврейских общин. Международная организация «Бней Брит» управляет рядом швейцарских центров движения «Гилель».